# Barbara Buttrick
Barbara Buttrick "Battling" (Cottingham, 3 de diciembre de 1929) fue una boxeadora británica que se convirtió en la campeona mundial en boxeo femenino en las décadas de 1940 y 1950. Originaria de Inglaterra, Buttrick es considerada una pionera del boxeo profesional femenino.

## Trayectoria
Conocida como "The Mighty Atom of the Ring" (el poderoso átomo del ring), Buttrick de 1,5 metros luchó desde los 45 kilogramos hasta ser la campeona mundial invicta de peso mosca (112) y peso gallo (118) de 1950 a 1960. Comenzó su carrera de boxeo en 1948, recorriendo Europa con carnavales como peso gallo en la cabina de boxeo. Se fue a los Estados Unidos a mediados de la década de 1950, se unió al circuito de carnavales, pero lo acabó dejando porque los carnavales estadounidenses eran más duros que los europeos. Luego luchó profesionalmente en Canadá, Chicago y el sur de Florida. Uno de los combates que tuvo lugar en Canadá se convirtió en el primer encuentro de boxeo femenino transmitido por radio.
Buttrick luchó en muchos combates de exhibición contra luchadores masculinos. Se dice que sufrió una derrota en su carrera, a manos de Joann Hagen, en 31 combates profesionales antes de retirarse. Se retiró en 1960 con una marca de 30 victorias, una derrota y un empate. Después de una ausencia de 15 años, regresó brevemente al ring en 1977.

## Legado
A mediados de la década de 1990, fundó y se convirtió en la presidenta de la Federación Internacional de Boxeo Femenino (WIBF, por sus siglas en inglés), una importante institución para el boxeo femenino. La última residencia conocida de Buttrick fue Miami Beach en Florida, en los Estados Unidos. En 2014, inauguró el Salón Internacional de la Fama del Boxeo Femenino en Fort Lauderdale después de que ella y Sue Fox lo propusieran durante 2013.
En 2016, se anunció que una obra de teatro basada en la vida de Buttrick, Mighty Atoms de Amanda Whittington, se estrenaría en la ciudad de Hull como parte de las celebraciones de la Ciudad de la Cultura del Reino Unido en 2017.